# Premi de Cinema Mainichi al millor actor
El Premi de Cinema Mainichi al millor actor és un premi de cinema concedit amb els Premis de Cinema Mainichi.

## Guanyadors del premi
| Any  | Pel·lícula                                                                          | Actor               |
| ---- | ----------------------------------------------------------------------------------- | ------------------- |
| 1947 | Anjō-ke no butōkai                                                                  | Masayuki Mori       |
| 1948 | Te o tsunagu kora                                                                   | Chishū Ryū          |
| 1949 | Shizukanaru Kettō Nora inug                                                         | Takashi Shimura     |
| 1950 | Kikyō Shikkō Yūyo                                                                   | Shin Saburi         |
| 1951 | Inochi Uruwashi Umi no Hanabi                                                       | Chishū Ryū          |
| 1952 | Ochazuke no aji Dōkoku Nami                                                         | Shin Saburi         |
| 1953 | Tsuma Fūfu                                                                          | Ken Uehara          |
| 1954 | Yama no Oto Kuroi Shio                                                              | So Yamamura         |
| 1955 | Meoto zenzai Keisatsu Nikki Watari Dori Itsu Kaeru Jinsei Tonbo Gaeri               | Hisaya Morishige    |
| 1956 | Anata Kaimasu Taifū Sōdōki                                                          | Keiji Sada          |
| 1957 | Kumonosu-jō Donzoko Shitamachi                                                      | Toshiro Mifune      |
| 1958 | Hadaka no Taishō                                                                    | Keiju Kobayashi     |
| 1959 | Nobi                                                                                | Eiji Funakoshi      |
| 1960 | Kuroi Gashū                                                                         | Keiju Kobayashi     |
| 1961 | Eien no hito Ningen no jōken                                                        | Tatsuya Nakadai     |
| 1962 | Ningen                                                                              | Taiji Tonoyama      |
| 1963 | Shiro to Kuro Eburi Manshi no Yūgana Seikatsu                                       | Keiju Kobayashi     |
| 1964 | Akai Satsui                                                                         | Kō Nishimura        |
| 1965 | Kiga kaikyō Nippon Dorobō Monogatari                                                | Rentarō Mikuni      |
| 1966 | "Erogotoshitachi" yori jinruigaku nyūmon                                            | Shoichi Ozawa       |
| 1967 | Wakamono Tachi                                                                      | Kunie Tanaka        |
| 1968 | Nikudan                                                                             | Minori Terada       |
| 1969 | Otoko wa tsurai yo Zoku Otoko wa Tsurai yo Kigeki Onna wa Dokyō                     | Kiyoshi Atsumi      |
| 1970 | Kazoku                                                                              | Hisashi Igawa       |
| 1971 | Kaoyaku Inochi Bōni Furou Kitsune no Kureta Akanbō Shin Zatôichi: Yabure! Tôjin-ken | Shintaro Katsu      |
| 1972 | Kaigun Tokubetsu Nenshōhei Dobugawa Gakkyū                                          | Takeo Chii          |
| 1973 | Ningen Kakumei                                                                      | Tetsurō Tamba       |
| 1974 | Ranru no Hata                                                                       | Rentarō Mikuni      |
| 1975 | Kaseki                                                                              | Shin Saburi         |
| 1976 | Yakuza no Hakaba: Kuchinashi no Hana                                                | Tetsuya Watari      |
| 1977 | Shiawase no kiiroi hankachi                                                         | Ken Takakura        |
| 1978 | Kichiku                                                                             | Ken Ogata           |
| 1979 | Shōdō Satsujin Musukoyo                                                             | Tomisaburo Wakayama |
| 1980 | Kagemusha                                                                           | Tatsuya Nakadai     |
| 1981 | Doro no kawa                                                                        | Takahiro Tamura     |
| 1982 | Matagi                                                                              | Kō Nishimura        |
| 1983 | Gyoei no mure Yōkirō La balada de Narayama                                          | Ken Ogata           |
| 1984 | Osōshiki Saraba hakobune                                                            | Tsutomu Yamazaki    |
| 1985 | Himatsuri Haru no Kane                                                              | Kin'ya Kitaōji      |
| 1986 | Umi to Dokuyaku                                                                     | Eiji Okuda          |
| 1987 | Wakarenu Riyū Marusa no onna                                                        | Masahiko Tsugawa    |
| 1988 | Kaisha monogatari: Memories of You                                                  | Hajime Hana         |
| 1989 | Tsuribaka Nisshi 2 Rikyu                                                            | Rentarō Mikuni      |
| 1990 | Uchū no hōsoku Pachinko Monogatari                                                  | Masato Furuoya      |
| 1991 | Musuko Mo no shigoto Asian Beat: I Love Nippon                                      | Masatoshi Nagase    |
| 1992 | Za Chūgaku Kyōshi Hikinige Family                                                   | Kyōzō Nagatsuka     |
| 1993 | Tsuki wa Dotchi ni Dete Iru                                                         | Gorō Kishitani      |
| 1994 | Gokudō Kisha 2 Bo no Kanashimi                                                      | Eiji Okuda          |
| 1995 | Kamikaze Taxi                                                                       | Kōji Yakusho        |
| 1996 | Sharu wi Dansu? Nemuru Otoko Shabu Gokudō                                           | Kōji Yakusho        |
| 1997 | Onibi                                                                               | Yoshio Harada       |
| 1998 | Chūgoku no chōjin                                                                   | Masahiro Motoki     |
| 1999 | Ano Natsunohi: Tondero Jīchan                                                       | Keiju Kobayashi     |
| 2000 | Gohatto Gojoe Jirai o Fundara Sayōnara                                              | Tadanobu Asano      |
| 2001 | Wasurerarenu Hitobito                                                               | Tatsuya Mihashi     |
| 2002 | El crepuscle del samurai Sukedachiya Sukeroku                                       | Hiroyuki Sanada     |
| 2003 | Tsuribaka Nisshi 14 Geroppa!                                                        | Toshiyuki Nishida   |
| 2004 | Chi to Hone                                                                         | Takeshi Kitano      |
| 2005 | Ranpo jigoku Taga Tameni                                                            | Tadanobu Asano      |
| 2006 | Yuki ni Negau Koto                                                                  | Kōichi Satō         |
| 2007 | Shaberedomo Shaberedomo                                                             | Taichi Kokubun      |
| 2008 | Aoi Tori Aruitemo aruitemo                                                          | Hiroshi Abe         |
| 2009 | Ultra Miracle Love Story                                                            | Kenichi Matsuyama   |
| 2010 | Kokō no Mesu                                                                        | Shinichi Tsutsumi   |
| 2011 | Moteki                                                                              | Mirai Moriyama      |
| 2012 | Kibō no Kuni                                                                        | Isao Natsuyagi      |
| 2013 | Fune wo Amu                                                                         | Ryuhei Matsuda      |
| 2014 | Soko nomi nite hikari kagayaku                                                      | Gō Ayano            |
| 2015 | Nobi                                                                                | Shinya Tsukamoto    |
| 2016 | Nagai iiwake                                                                        | Masahiro Motoki     |
| 2017 | Ah, kôya                                                                            | Masaki Suda         |
| 2018 | Kimi no tori wa utaeru                                                              | Tasuku Emoto        |
| 2019 | Katsuben!                                                                           | Ryo Narita          |
| 2020 | Underdog                                                                            | Mirai Moriyama      |
| 2021 | Mamorarenakatta mono tachi e                                                        | Takeru Satoh        |